# Bonal del Barranco del Chorro
La microrreserva del Bonal del Barranco del Chorro es un espacio natural español ubicado en la provincia de Ciudad Real.

## Ubicación y estatus
El del Barranco del Chorro es uno de los bonales conocidos en la comarca Montes Norte de Ciudad Real, en la comunidad autónoma de Castilla-La Mancha. Se ubica en el término municipal de Puebla de Don Rodrigo. El espacio, ubicado en torno al cauce del arroyo del Barranco del Chorro, tiene una superficie de 17,63 ha.
El lugar fue declarado como microrreserva el 3 de septiembre de 2002, mediante un decreto publicado el día 25 de ese mismo mes en el Diario Oficial de Castilla-La Mancha, con la rúbrica del presidente de la comunidad autónoma, José Bono, y del consejero de Agricultura y Medio Ambiente, Alejandro Alonso Núñez.

## Flora y fauna
Se trata de un bonal de ladera, alimentado por varios nacederos y con encharcamiento superficial permanente. La vegetación de las zonas turbosas es siempre una comunidad mixta de mansiega (Molinia caerulea) y escobillas (Erica tetralix), que lleva aulagas rateras (Genista anglica) y brecinas (Calluna vulgaris), además de Serapias cordigera, Lotus uliginosus, Juncus acutiflorus, Potentilla erecta y Dactylorhiza elata, entre otras especies herbáceas. En lo respectivo a la fauna, se trataría de un lugar de reproducción del tritón ibérico (Triturus boscai).